# Kurtis Kraft
Kurtis Kraft è stato un costruttore americano di auto da corsa fondato da Frank Kurtis nel 1930.

## Storia

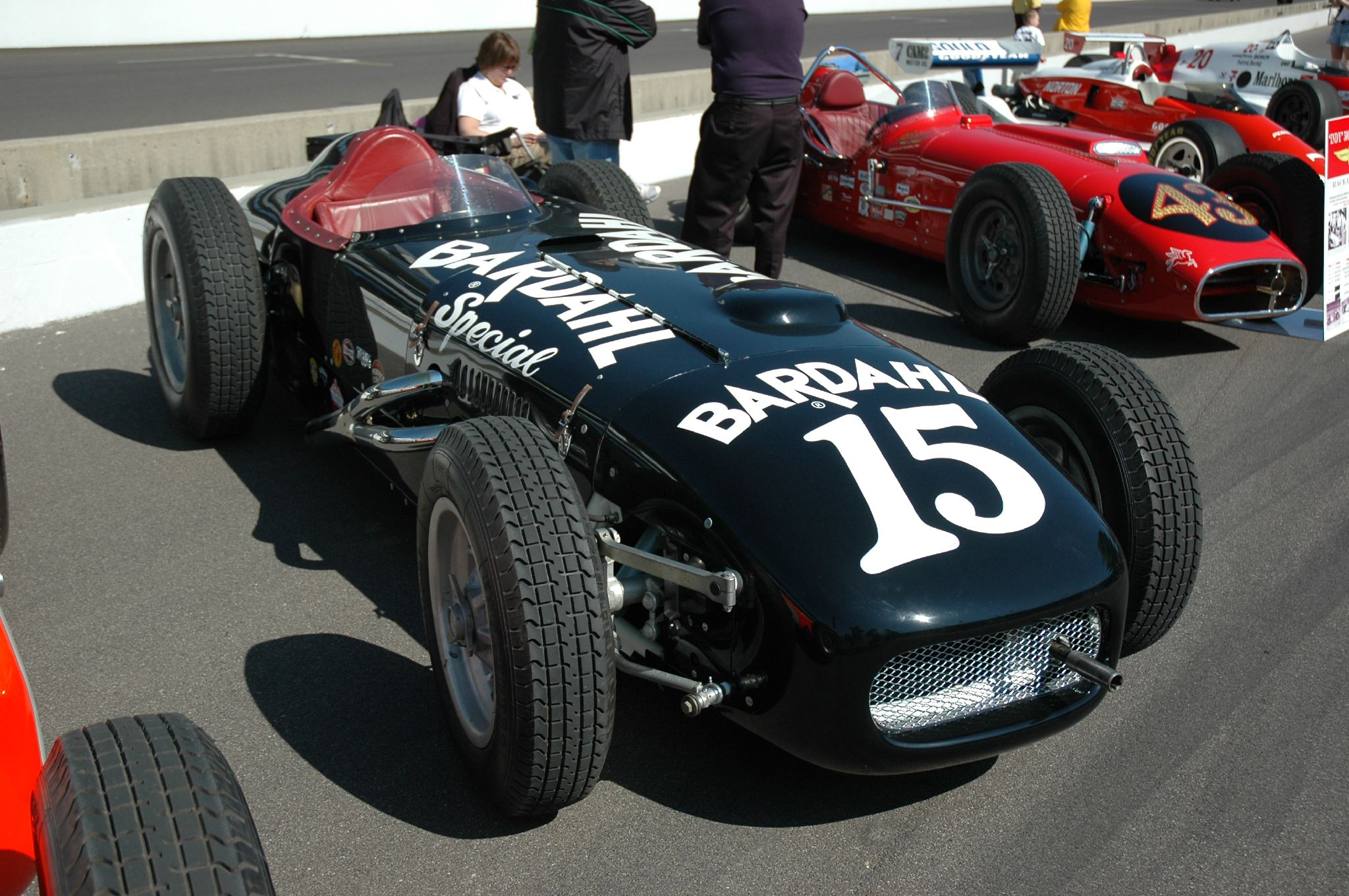
La Kurtis Kraft 500B di Jimmy Davies, terza classificata alla 500 Miglia di Indianapolis 1955

Tra il 1950 e il 1960 la 500 Miglia di Indianapolis faceva parte del Campionato mondiale di Formula 1 e decine di Kurtis Kraft furono iscritte all'evento.
Per questo motivo la Kurtis ha all'attivo 12 Gran Premi in F1 con 5 vittorie e 6 pole position, ma anche il record negativo di piloti morti al volante di una sua vettura (furono ben 6 dal 1953 al 1959).
Oltre alle esperienze maturate alla 500 Miglia, una Kurtis Kraft "Midget" pilotata da Rodger Ward partecipò al Gran Premio degli Stati Uniti 1959, non portando però a termine la gara.

## Modelli

### Formula 1
Modelli utilizzati nei Gran Premi di Formula 1.
- 1000 (1950-1953)
- 2000 (1950-1956)
- 3000 (1950-1958)
- 4000 (1952-1956)
- 500A (1952-1958)
- 500B (1953-1957)
- 500C (1954-1960)
- 500D (1955-1959)
- 500E (1956-1959)
- 500F (1956-1959)
- 500G (1957-1960)
- 500H (1959-1960)
- Midget (1959)